# Hoppípolla
Singles de Sigur Rós
Sæglópur
(2005) Sæglópur
(2006)
Hoppípolla EP, CD-Promo du groupe Sigur Rós enregistré en novembre 2005, comporte 2 titres de Takk... et une version live de Hafssól, de l'album Von. Hafssól est apparue pour la première fois en 1997 mais sa version live a tellement été modifiée et améliorée que les fans ont souhaité en avoir une nouvelle version studio. Le groupe a accepté et a donc enregistré ce morceau.
Le single Hoppípolla a dû être réédité au Royaume-Uni en mai 2006 à la suite de l'apparition de la chanson dans la série Planet Earth.

## Pistes
1. Hoppípolla
2. Með Blóðnasir
3. Hafssól